# 범대서양 무역 투자 동반자 협정

유럽 연합(초록색)과 미국(주황색)

범대서양 무역 투자 동반자 협정(汎大西洋 貿易 投資 同伴者 協定, 영어: Transatlantic Trade and Investment Partnership, TTIP)은 미국과 유럽 연합 사이에 체결을 추진하고 있는 자유 무역 협정이다. 만약 체결된다면 전세계 GDP 생산량의 절반을 차지하는 지역의 거대 협정이 탄생하는 것이다. 미국과 유럽 연합 양측의 시장에 존재하는 규제나 관세를 철폐하는 목적을 갖고 있다. 2013년 2월 13일 버락 오바마 미국 대통령이 의회 국정연설에서 제시하면서 협상이 시작되었으나 현재는 타결 가능성이 그렇게 높지 않은 것으로 보인다.

## 상세
2013년 협상이 시작되었으나 현재 협상은 흐지부지된 상태이다.

## 같이 보기
- 환태평양 경제 동반자 협정(TPP)